# 대한민국 형사소송법 제229조
대한민국 형사소송법 제229조는 배우자의 고소에 대한 형사소송법의 조문이다.

## 조문
제229조(배우자의 고소) ① 「형법」 제241조의 경우에는 혼인이 해소되거나 이혼소송을 제기한 후가 아니면 고소할 수 없다.
②전항의 경우에 다시 혼인을 하거나 이혼소송을 취하한 때에는 고소는 취소된 것으로 간주한다.

## 판례
형사소송법 제229조 제2항에 의하여 고소를 취소한 것으로 간주되는 이혼소송의 취하는 그것에 의하여 혼인관계를 해소하려는 의사가 철회되어 결과적으로 혼인관계가 존속하는 경우를 의미하는 것일 뿐, 배우자가 이혼소송을 제기한 후 그 소송 외에서 협의이혼 등의 방법으로 혼인 해소의 목적을 달성하게 되어 더 이상 이혼소송을 유지할 실익이 없어 이혼소송을 취하한 경우까지 의미하는 것이라고는 볼 수 없고, 이러한 경우 간통고소는 ‘이혼소송의 계속’과 선택적 관계에 있는 ‘혼인관계의 부존재’라는 고소의 유효조건을 충족시키고 있어 여전히 유효하게 존속한다.

## 참고 문헌
- 손동권 신이철, 새로운 형사소송법(초판, 2013), 세창, 2013. ISBN 9788984114081[쪽 번호 필요]

무료법률상담 - http://www.lawband.co.kr/

## 같이 보기
- 고소